# Кремпа-Слупська
Кремпа-Слупська (пол. Krępa Słupska) — село в Польщі, у гміні Слупськ Слупського повіту Поморського воєводства.
Населення — 820 осіб (2011).
У 1975-1998 роках село належало до Слупського воєводства.

## Демографія
Демографічна структура станом на 31 березня 2011 року:
|          | Загалом | Допрацездатний вік | Працездатний вік | Постпрацездатний вік |
| -------- | ------- | ------------------ | ---------------- | -------------------- |
| Чоловіки | 406     | 85                 | 298              | 23                   |
| Жінки    | 414     | 93                 | 266              | 55                   |
| Разом    | 820     | 178                | 564              | 78                   |